# 琴浦船上山インターチェンジ
琴浦船上山インターチェンジ（ことうらせんじょうさんインターチェンジ）は鳥取県東伯郡琴浦町にある山陰自動車道（東伯中山道路）のインターチェンジである。事業中は赤碕インターチェンジ（あかさきインターチェンジ）の仮称がつけられていた（合併前の赤碕町に由来）が、開通に先立つ2010年10月13日、正式名称が発表された。名称は町名に、インターチェンジ近くにある船上山の名前を加えたもの。

## 歴史
- 2010年（平成22年）10月13日 - 名称が仮称「赤碕IC」から「琴浦船上山IC」に決定。
- 2011年（平成23年）2月27日 - 大栄東伯IC - 赤碕中山IC間開通に伴い、供用を開始。

## 道路
- E9 山陰自動車道（11番）

## 接続する道路
- 鳥取県道289号船上山赤碕線

## 隣
E9 山陰自動車道
(10) 琴浦東IC - (10-1) 琴浦PA/琴の浦IC - (11) 琴浦船上山IC - (12) 赤碕中山IC